# Fürstenwerder
Fürstenwerder ist ein rund 800 Einwohner zählender Ortsteil der Gemeinde Nordwestuckermark im brandenburgischen Landkreis Uckermark.

## Lage
Fürstenwerder liegt in der eiszeitlich geprägten hügeligen Grund- und Endmoränenlandschaft der nordwestlichen Uckermark zwischen dem Dammsee und dem Großen See, auch Wahrensee genannt, unmittelbar an der Landesgrenze zu Mecklenburg-Vorpommern im äußersten Norden des Naturparks Uckermärkische Seen. Im Süden Fürstenwerders liegt der Große Parmensee, im Südwesten das unter Naturschutz stehende Waldgebiet Kiecker mit dem 127 Meter hohen Splettberg. Die nächstgelegenen größeren Orte sind Feldberg (15 km) und Woldegk (7 km), beide in Mecklenburg-Vorpommern, sowie die 25 Kilometer entfernte uckermärkische Kreisstadt Prenzlau, wo sich auch die nächste Bahnstation befindet. In Fürstenwerder enden die brandenburgischen Landesstraßen L 243 und L 259, die im Ortskern auf die L 25 treffen. Durch den Ort verläuft der Uckermärkische Radrundweg. Zu Fürstenwerder gehören die Siedlungen Wilhelmshayn, ein östlich des Ortskerns gelegenes Straßenangerdorf, Fiebigershof und Schulzenhof, die Wohnplätze Ulrichshof und Kiecker sowie das Vorwerk Bülowssiege mit einem aus Herrenhaus und Scheunen bestehenden Ensemble von denkmalgeschützten Feldsteinbauten.

## Geschichte und Etymologie

### 14. bis 16. Jahrhundert
Unter dem Namen Vorstenwerdere 1319 erstmals als Civitas urkundlich erwähnt, entwickelte sich Fürstenwerder als brandenburgischer Grenzort zu Mecklenburg in strategisch günstiger Lage zwischen dem Dammsee und dem Großen See zu einer vorwiegend von Handwerkern und Ackerbürgern bewohnten Kleinstadt. Die Stadt Neubrandenburg bürgte im genannten Jahr für das „Wohlverhalten der uckermärkischen Städte, darunter auch die civitas Fürstenwerder“. Die mittelniederdeutsche Form vörste/vürste bedeutet nicht nur Fürst im heutigen Sinne, sondern allgemein Herrscher, aber auch vorderste. Werder entstammt dem Althochdeutschen, wo es uuerid/uuarid „(Halb-)Insel“ bedeutet. Insofern bedeutet der Name Vorder(st)e (Halb-)insel. In dieser Zeit entstand eine Feldsteinkirche. Im Landbuch Karls IV. erschien der Ort als Vorstenwerder, Furstenwerder, Furstewerder und gehörte um 1375 dem Markgrafen, der neben Burg und Stadt die Ober- und Untergerichtsbarkeit hielt. Einzelne Hebungen gehörten dem Nonnenkloster zu Neustadt. Von dort gelangte es um 1384 an einen Eggard Wulf, der die Stadt zu seinem Wohnsitz erhob. Im Jahr 1528 besaß das Schloss Boitzenburg Jagdrechte unter anderem auf der Feldmark Fürstenwerder sowie einer Fläche, die als die Scharslangk bezeichnet wurde. Vor 1534 übernahmen die von Blankenburg aus der Herrschaft Wolfshagen das „Städchen“, das 1542 nur noch als Dorf bezeichnet wurde, in dem ein Torwärter arbeitete. Im Jahr 1556 gab es in Fürstenwerder einen Windmüller. Die Steuerabgaben der Bürger wurden im Jahr 1573 nicht wie ansonsten üblich von den Hufen berechnet, sondern anhand der Würdigung ihrer Güter. Es gab in Fürstenwerder zu dieser Zeit einen Kuhhirten und einen Schafhirten sowie einen Müller auf der Windmühle. Die Abgaben betrugen 1578 insgesamt 40 Taler Hufenschoss und 20 Taler Giebelschoss.

### 17. Jahrhundert

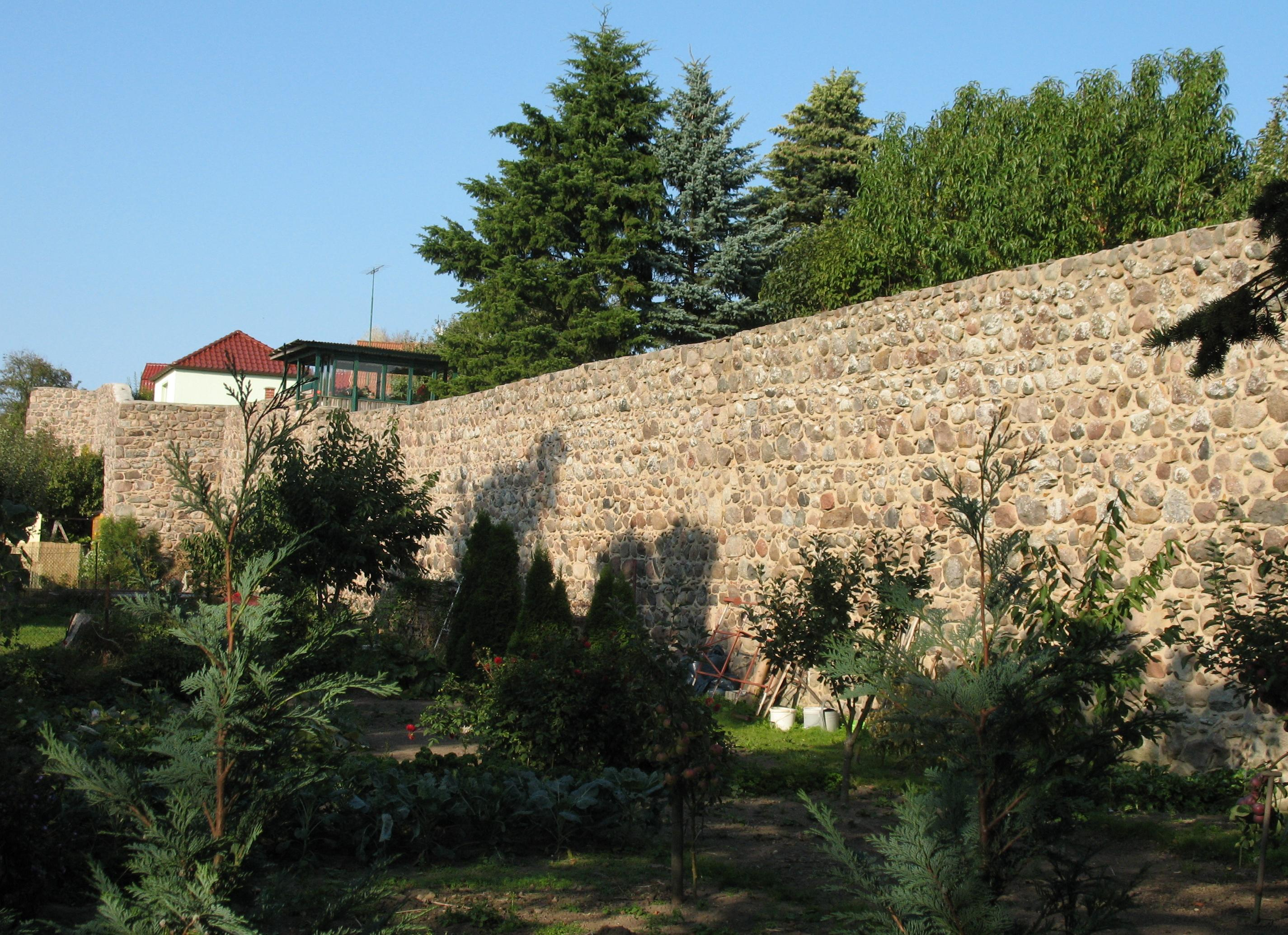
Stadtmauer

Bis zum Jahr 1608 war in Fürstenwerder eine Ringmauer entstanden, die den Stadtkern umschloss. Das Haus Wolfshagen erhielt Hebungen von den Einwohnern sowie den Pachtfischern und von acht(!) Brauern (1623). In Summe waren in der Stadt 60 Hufen schossbar (1624). Im Jahr 1684 wurde lediglich von einem „Städlein“ berichtet. Zwei Jahren später dienten die Einwohner nach Wolfshagen. Nach dem Dreißigjährigen Krieg waren im Jahr 1687 von den 74 Bürgerhäusern mit 14 Hufen noch 57 unbewohnbar. Die Untergerichtsbarkeit wurde von einem Richter und mehreren Schöffen ausgeübt. Zu einer früheren Zeit fanden zwei Jahrmärkte statt, die kriegsbedingt(?) nicht mehr gehalten wurden.

### 18. Jahrhundert
Im Jahr 1711 war das „Städtlein Fürstenwerder“ insgesamt 60 Hufen groß, die je 8 Groschen Abgaben leisteten. Es gab einen Pachtmüller mit einem Gang sowie neben dem Richter noch weitere 59 Bürger. Von diesen besaßen zehn je eine Ganzbauernstelle, acht eine Dreiviertelbauernstelle. Weitere 41 Bürger hatte eine kleine oder Viertelbauernstelle. Zu den Besitzungen des Hauses Wolfshagen gehörten weiterhin Seen und Wiesen, eine herrschaftliche Windmühle sowie eine wüste Windmühlenstätte sowie eine Heide, die von Damerow bis an die Wrechensche Heide reichte. Sie besaßen weiterhin die Blutgerichtsbarkeit, das Kirchenpatronat und die Schankkruggerechtigkeit. Das Verhältnis zu den Bürgern war jedoch angespannt: Im Jahr 1773 ersuchten diese den König um Schutz. Die Herrschaft Wolfshagen hatte ihnen 600 Taler abgepfändet und sie – wie die Akten verzeichnen – „durch schwere Prozesskosten in den miserabelsten Zustand versetzt“. Außerdem sollen sie den der Stadt gehörigen Acker, die Fischerei, Holzung und Mastung widerrechtlich an sich genommen haben. Die Bürger gaben an, ihr Holz in Mecklenburg kaufen zu müssen und drohten, die Stadt zu verlassen, falls sich der Zustand nicht ändere. Ein großer Stadtbrand im Jahr 1740 zerstörte 60 Häuser, 30 Scheunen, die Kirche, die Schule sowie ein Stadttor. In den Folgejahren kam es erneut zu Auseinandersetzungen zwischen den Bürgern und den Gutsherren. Sie beklagten die hohen Abgaben und wiesen auf die besondere Lage als Grenzfeste hin. Die Gutsherren antworten ebenso mit Klagen ihrer Bürger, die sie nicht mehr als Obrigkeit anerkennen wollen. Die Akten berichteten beispielsweise über eine Eingabe der Bürger und Ackerleute aus dem Jahr 1751, in der sie „Bedrückung und Quälerei durch den Gutsherrn“ beklagten. Durch die ständigen Auseinandersetzungen hatte der Richter mit seinen Schöffen die Stadt mittlerweile verlassen; von 109 bebauten Stellen lagen noch etwa 15 wüst. Im Städtlein standen 1775 die Kirche und zwei Windmühlen; es gab elf Bauern, 47 Kossäten sowie 55 Büdner, Einlieger und andere Anwohner, die 113 Feuerstellen (=Haushalte) betrieben.

### 19. Jahrhundert
Im Jahr 1801 gab es den Flecken Fürstenwerder, der „seit alten Zeiten mit einer Mauer“ umgeben war. Die Stadt war mittlerweile auf 120 Feuerstellen angewachsen, die mit 58 Ackerleuten, 27 Büdnern, einem Setzschulzen, einem Müller mit zwei Windmühlen, zwei Böttchern, einem Drechsler, vier Bäckern und zwei Fischern besetzt war. Außerdem gab es einen Färber, einen Feldscher, einen Hirten, 22 Leineweber, zwei Maurer, einen Radmacher, drei Sattler, drei Schlosser, vier Schmieden, sieben Schuster, sieben Schneider und einen Töpfer. In der Stadt arbeiteten weiterhin zwei Tischler und zwei Zimmerleute sowie 62 Einlieger, ein Prediger sowie ein Kantor, der zugleich auch Schullehrer war. In dieser Zeit übernahm ein Richter auch die gutsherrliche Polizeiverwaltung und die Gutsvorstehergeschäfte. Das im Mittelalter verliehene Stadtrecht verlor Fürstenwerder nach längerer wirtschaftlicher Stagnation und dem damit verbundenen Rückgang der Einwohnerzahlen 1817 wieder. Der Graf von Schwerin plante im Jahr 1828, ein Vorwerk aus einem separierten Acker bei Fürstenwerder anzulegen. Es sollte zunächst Frieden heißen, wurde aber 1833 in Bülowsiege umbenannt. Im Jahr 1840 bestand der Flecken aus den Etablissements Fiebigershof und Schulzenhof und bestand aus 128 Wohnhäusern. Zum 29. Januar 1847 war eine Postexpedition und Station für ordinaire Posten in Fürstenwerder eingerichtet worden, von der wöchentlich  drei Mal (Sonntag, Dienstag und Freitag; morgens 8 Uhr hin und nachmittags 4 Uhr 30 zurück) eine Kariolpost nach Wolfshagen den Anschluss zur durch Wolfshagen führenden Neubrandenburg-Prenzlauer Personenpost und zur Wolfshagen-Pasewalker Kariolpost herstellte. Rund zehn Jahre später erhielten die Bewohner die Erlaubnis, einen Töpferbrennofen zu errichten (1857). Bis 1860 war Fürstenwerder (ohne Bülowsiege) auf 5555 Morgen (Mg) angewachsen, darunter 4686 Mg Acker, 819 Mg Wiese und 50 Mg Gehöfte. Zur Landgemeinde gehörten sechs Abbauten: Fiebigershof, Siebertshof, Waltershof, Ulrichshof und Ziegelei mit insgesamt zehn öffentlichen, 133 Wohn- und 374 Wirtschaftsgebäuden, darunter eine Brauerei, vier Getreidemühlen und eine Ziegelei. Im Jahr 1877 gab es im Dorf einen Bierbrauer, eine Destillation und Likörfabrik, vier Mühlen, eine Schuhfabrik und zwei Ziegeleien, zu der 1895 die Tollsche Ziegelei hinzukam.

### 20. Jahrhundert
Von ihrer Eröffnung am 2. Dezember 1902 bis zur Stilllegung am 30. September 1978 war Fürstenwerder Endstation der Bahnstrecke Dedelow–Fürstenwerder der Prenzlauer Kreisbahnen, ausgehend von der Bahnstrecke Prenzlau–Strasburg. Eine weitere Bahnverbindung, die zuletzt von der Deutschen Reichsbahn betriebene Bahnstrecke aus Richtung Templin bestand zwischen 1913 und 1945. Die beiden inzwischen abgebauten Strecken waren nicht miteinander verbunden und hatten in Fürstenwerder jeweils eigene Empfangsgebäude, die erhalten sind. Zur Jahrhundertwende standen im Dorf 151 Häuser. Es gab 19 Ackerbürger, die zwischen 13 und 77 Hektar (ha) bewirtschafteten, davon fünf in den Abbauten Wirichshof (77 ha), Waltershof (24 ha), Siebershof (34 ha), Schulzenhof (55 ha) und Fiebigershof (68 ha). Es gab weiterhin drei Eigentümer, einen Fischereipächter (1 ha), zwei Mühlenbesitzer (7 und 38 ha), einen Ziegeleibesitzer im Abbau Ziegelei (8 ha), einen Brauereibesitzer (8 ha), einen Gastwirt (2 ha), drei Kaufleute (5 und 2 ha) sowie einen Schnittwarenhändler. Im Dorf lebten außerdem ein Fuhrmann (6 ha), zwei Bauunternehmer (einer mit 2 ha) und ein Arbeiter. Es gab drei Bäckermeister, einen Kürschnermeister, vier Schlächtermeister, einen Schlossermeister, einen Schlosser und Maschinenbauer, zwei Schmiedemeister und drei Schuhmachermeister. Im 1550 ha großen Dorf lebten außerdem ein Amts- und Gemeindevorsteher, ein Chausseeaufseher, ein Landbriefträger, ein Pfarrer, drei Lehrer (darunter ein Kantor), ein praktischer Arzt, ein Apotheker, drei Rentner und ein Invalider. Im Jahr 1903 entstand eine Dampfziegelei. Die Gutsbezirke Hildebrandshagen und Wilhelmshayn wurden 1928 eingemeindet. Fürstenwerder wurde 1931 Landgemeinde mit den Wohnplätzen Battacsche Ziegelei, Bahnhof Fürstenwerder, Hildebrandshagen (bis 1949) und Zolls Ziegelei. Im Jahr 1931 bestanden noch die Wohnplätze Siebertshof, Ulrichshof, Waltershof, Wilhelmshayn und das Forsthaus Kiecker; im Dorf standen 177 Wohnhäuser. Acht Jahre später gab es fünf land- und forstwirtschaftliche Betriebe mit mehr als 100 ha. Weitere 28 Betriebe besaßen 20 bis 100 ha, 17 zwischen 10 und 20 ha, 8 zwischen 5 und 10 ha sowie 58 zwischen 0,5 und 5 ha.
Nach dem Zweiten Weltkrieg wurden im Rahmen der Bodenreform 1682 ha enteignet. Davon gelangten 132 ha an zwölf landlose Bauern und Landarbeiter, 3 ha an zwei landarme Bauern, 346 ha an 27 Umsiedler sowie 24 ha an 58 nichtlandwirtschaftliche Arbeiter und Angestellte. Kurz darauf gründete sich 1955 eine LPG Typ III mit 32 Mitgliedern und 603 ha Fläche. Im Jahr 1958 gründete sich weiterhin eine PGH Bauhauptgewerbe, Ofensetzer- und Malerarbeiten mit 23 Mitgliedern und die PGH Schnellreparaturen, Längen, Weiten mit 10 Mitgliedern. Im Jahr 1960 bestand eine LPG Typ III mit 52 Mitgliedern und 933 ha Fläche, eine LPG Typ I mit 18 Mitgliedern und 93 ha Fläche, die 1975 an die LPG Typ III angeschlossen wurde. Im Ausbau Fiebigershof gab es eine LPG mit 13 Mitgliedern und 58 ha Fläche, die 1961 an die LPG Typ III Fürstenwerder angeschlossen wurde. Im Ausbau Schulzendorf bestand eine LPG Typ I mit 13 Mitgliedern und 58 ha Fläche, die 1966 ebenfalls an die LPG Typ III kam. Gleiches erfolgte im Jahr 1969 mit der LPG Typ I in Ausbau Bülowsiege, die 1960 insgesamt neun Mitglieder und 76 ha Fläche besaß. Die LPG Typ I in Wilhelmshayn mit 59 Mitgliedern und 325 ha Fläche kam 1969 an die LPG Typ III Ferdinandshorst. Im Jahr 1978 bestanden die PGH Aufbau Fürstenwerder, die PGH Modische Linie Prenzlau Außenstelle Fürstenwerder sowie die PGH Elektro Prenzlau, Werkstatt Fürstenwerder sowie die KAP Fürstenwerder und LPG Fürstenwerder. Ein Jahr später entstand eine LPG Tierproduktion Fürstenwerder.

### 21. Jahrhundert
Seine kommunale Selbständigkeit als Gemeinde verlor Fürstenwerder am 1. November 2001 mit der Neubildung der Gemeinde Nordwestuckermark, zu der es seitdem gehört.

## Bevölkerungsentwicklung
| Jahr      | 1750 | 1774 | 1801 | 1817 | 1840 | 1859                 | 1895 | 1925                  | 1939 | 1946 | 1964 | 1971 | 1977 | 1981 |
| Einwohner | 706  | 867  | 905  | 1245 | 1244 | 1669 ohne Bülowsiege | 1346 | 1131 und 3 (Tollshof) | 1394 | 1828 | 1214 | 1156 | 1059 | 1004 |

## Wirtschaft
Das örtliche Wirtschaftsleben Fürstenwerders wird vom Kleingewerbe, Handwerk und Landwirtschaft geprägt. Es gibt im Dorf ein Lebensmittelgeschäft, einen Bäcker, einen Schlachter, ein Restaurant sowie einen Buchladen mit Antiquariat und ein Café. Eine zunehmende Rolle spielt der Tourismus, gefördert durch die Lage des Ortes im Norden des Naturparks Uckermärkische Seen.

## Kultur und Sehenswürdigkeiten

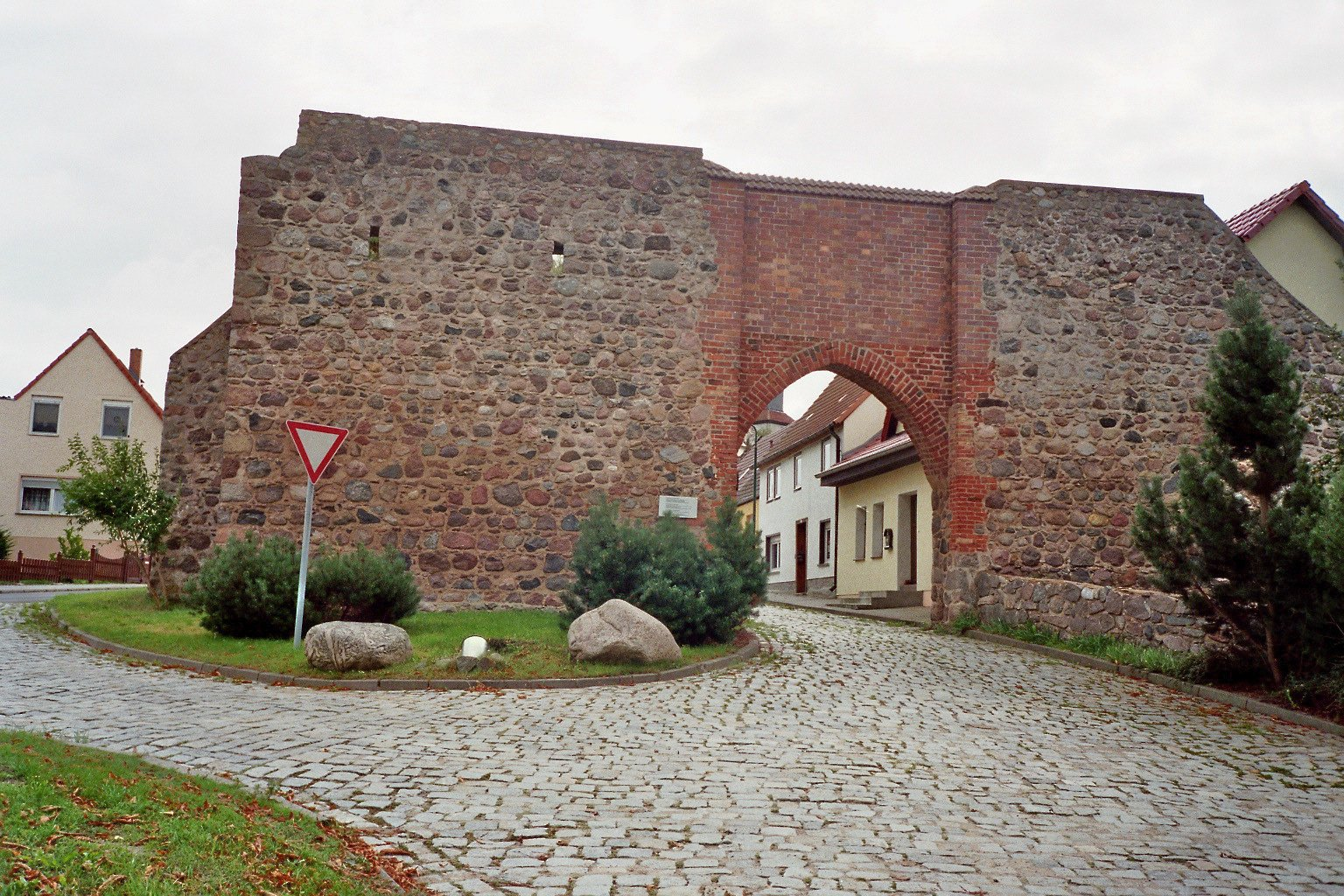
Woldegker Tor

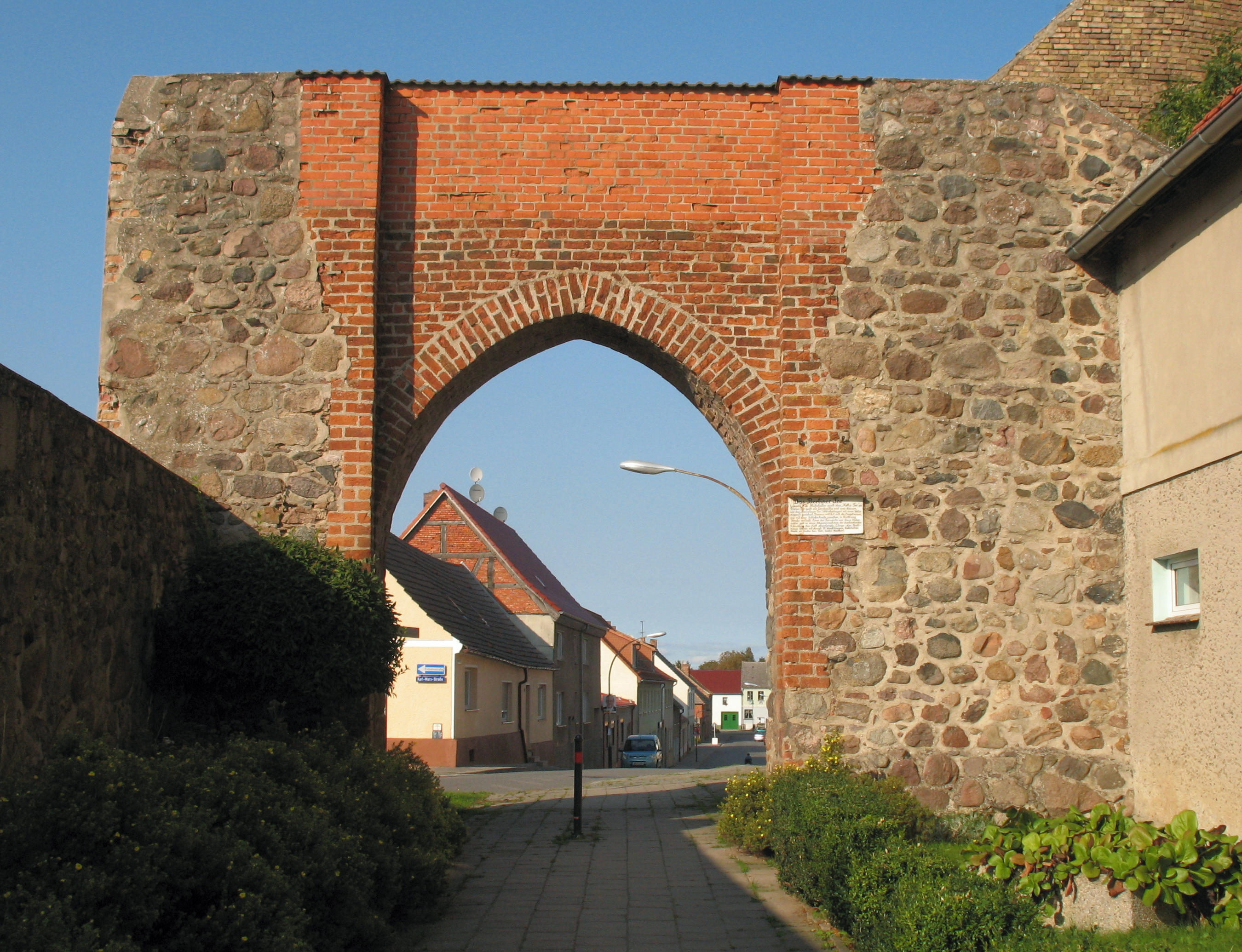
Berliner Tor

Siehe auch: Liste der Baudenkmale in Nordwestuckermark
- Der Ortskern ist kleinstädtisch geprägt und von der im Mittelalter aus Feldsteinen errichteten und in Teilen erhaltenen ca. 1.200 Meter langen Stadtmauer umgeben, die von 1996 bis 1999 restauriert wurde. Von den ursprünglich drei Stadttoren sind das Woldegker und das Berliner Tor erhalten, während das Prenzlauer Tor 1878 abgetragen worden ist.
- Die in der Mitte des 13. Jahrhunderts auf einer Anhöhe als einschiffiger Rechteckbau mit einem querrechteckigen Westturm aus Feldsteinen errichtete Stadtkirche Fürstenwerder (auch Heilandskirche) brannte 1740 ab und wurde anschließend wiederaufgebaut.
- Von der außerhalb der Stadtmauer gelegenen Windmühle vom Typ Turmholländer ist nur der Stumpfbau aus Bruchstein- und Ziegelmauerwerk erhalten.
- Fürstenwerder ist der gedankliche, gleichwohl künstlerisch verfremdete Schauplatz des Romans Vor dem Fest von Saša Stanišić.
- Uckermärkische Heimatstuben mit Ausstellungen zur Orts- und Regionalgeschichte, untergebracht in einem ehemaligen Ackerbürgerhaus von 1740
- Findlingsgarten am Woldegker Tor mit aus der Uckermark zusammengetragenen Findlingen

## Persönlichkeiten
- Hans Steffen, Geograph und Erforscher Westpatagoniens, 1865 hier geboren.
- Hans Klohß, Landschafts- und Architekturmaler, 1905 bis 1909 hier wohnhaft. Seine Kinder wurden hier geboren. Seine Nachfahren schenkten dem Heimatmuseum zahlreiche Werke.[4]